# トゥシュトラの小像

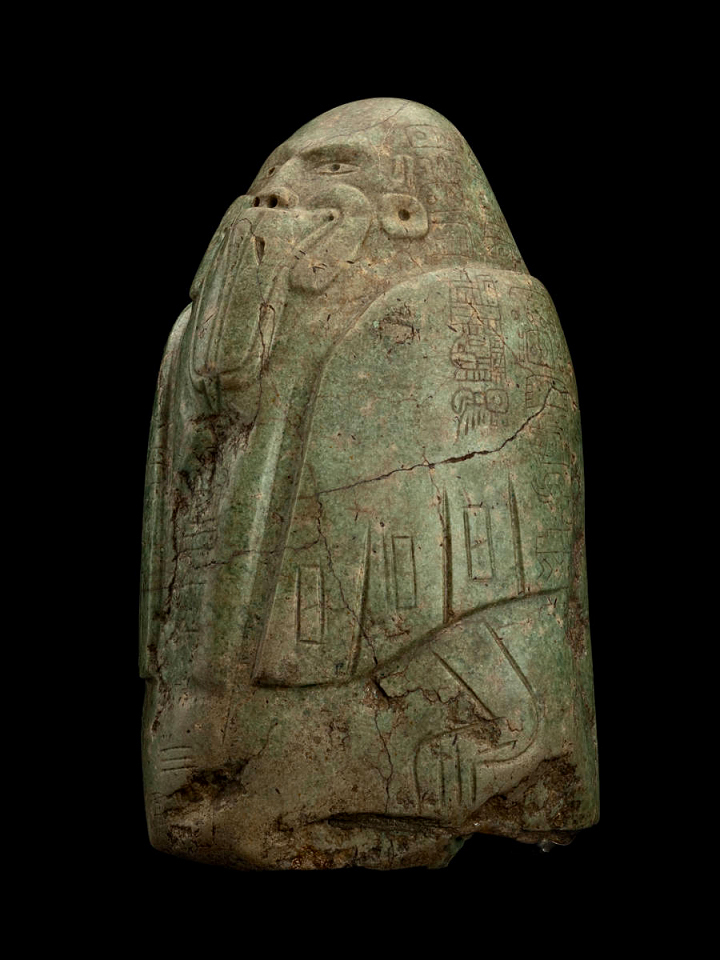
トゥシュトラの小像（ホルムズ、1907年）

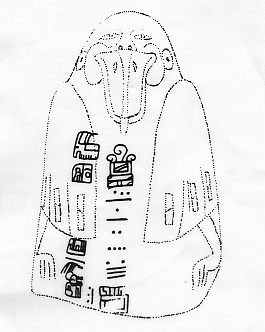
ホルムズによるスケッチ

トゥシュトラの小像(Tuxtla Statuette)とは、メキシコ湾岸のトウシュトラ地方で、畑の耕作中に発見されたアヒルのような嘴と翼を持つ高さ15cmの卵形の怪人像である。先古典期後期に製作され、軟玉製である。分身であるアヒルの仮面をかぶったシャーマンの姿ではないかと考える研究者もいる。「胸元」と「腹部」にかけて長期暦の8.6.2.4.17.（西暦162年）の日付けが刻まれていることで知られる。位置的には、ラ・モハーラから約65km離れているが、刻まれている象形文字は同じであり（ラ・モハラの文字）、更にはラ・モハーラの支配者「実りの山の王」を守る霊の名前が彫られていた。そのため、ラ・モハーラの石碑の碑文を解読する手がかりになった。ミヘー、ソケーの人々の先祖と関係が深いのではと考えられている。